# Путінська алія
«Путінська алія» — умовна назва хвилі репатріації (алії) з Російської Федерації, що почалася на початку 2000-х років. Пішла після «Великої алії» 1990-х. Інші назви — «якісна», «сирна» та «гуманітарна».
Назва «сирна алія» пов'язана з російським ембарго на молочні продукти, а також на противагу «ковбасній алії» — одна з назв алії 1990-х.
Хвилю алії пов'язують, серед іншого, зі згортанням демократичних інститутів та складнощами в економіці Російській Федерації. Репатріанти з Російської Федерації були найбільшою хвилею репатріантів у XXI столітті, причому їхня кількість зросла після анексії Криму Російською Федерацією у 2014 році; головною причиною для переїзду емігранти з Російської Федерації називають відчуття того, що їхня країна стає все менш вільною. Супутніми причинами для переїзду стають економічна ситуація в Росії та рівень злочинности.